# 1972年夏季奥林匹克运动会海地代表团
1972年夏季奥林匹克运动会海地代表团是海地派出的1972年夏季奥林匹克运动会代表团。